# KeyHolder
株式会社KeyHolder（キーホルダー、英: KeyHolder, Inc.）は、日本の持株会社。

## 概要
前身のシグマ社は、現金の代わりにメダルを使ってスロットマシンなどを合法的に楽しむメダルゲームという運営形態を発案した企業である。ゲーム機をただ並べただけのゲーム場が殆どだった当時、大人をターゲットにした豪華な内装と丁寧な接客を売りにした店舗展開を行い、メダルゲーム運営のパイオニアとしてのブランドイメージを確立していった。運営店舗の名前は当初は「ゲームファンタジア」で、社名をアドアーズに変更してからは店名も徐々に「アドアーズ」へと移行された。
他社への販売を第一目的としない開発部門を有しており、高品質なメダルゲームを自社店舗向けに数多く開発してきた。製造開発部門は、アルゼ（現・ユニバーサルエンターテインメント）の資本参加をうけた際、アルゼに統合された。2006年にアルゼ社から独立した後は、純粋オペレーターとしてサービス・接客の強化に注力しており、過去の機械による差別化から、ソフトでの差別化路線へシフトしている。2007年8月3日付の自己株式取得によりアルゼとの資本関係を解消している。
アルゼによる買収とそれに伴う焦土化経営を受けたゲームメーカーとしては、ゲームメーカーとしての機能は失ったものの唯一破綻することなく離脱することが出来た会社でもある。アルゼ傘下時代の焦土化経営の影響で脆弱となった経営基盤の急速な建て直しのため、得意とする首都圏駅前立地を中心に出店攻勢をかけていた上、2008年7月には同業オペレーターの事業譲受などを実施していた。2008年10月には銀座で賭博性の無い「カジノ」ゲームを提供する店舗を開設した。
2009年9月にネクストジャパンホールディングスと資本・業務提携を締結し、店舗開発等で協業を行う。首都圏にて、JJ CLUBのタイム制とアドアーズのゲーム性を取り入れた新しいカラオケ店を出店。2010年3月末をもって、ネクストジャパンホールディングスが株式比率24.9％を取得し、同社の持分法適用会社となる。2012年にJトラストが親会社となった。
2012年からは、JトラストグループのKCカードと提携し、新事業である「レンタル！アドアーズ」を3月から開始した。
2017年10月1日、ゲームセンター事業をアドアーズ株式会社（新）へ移管。
2018年3月26日付でアドアーズ株式会社（新）の全株式を福岡県小郡市に本社を持つ同業者のワイドレジャーへ譲渡したと同時に、KeyHolderはアミューズメント事業から完全に撤退した。
アミューズメント事業撤退後は、子会社によって映像制作、芸能事業やライブスタジオ「KeyStudio」（旧・スタジオアルタ）の運営などを手がけている。

## 沿革
- 1967年（昭和42年）- 前身の株式会社シグマ設立。
- 1968年（昭和43年）- 葛飾区の新小岩ボウリングセンターの一角でメダルゲームの実験営業を始める[5]。
- 1969年（昭和44年）- 渋谷区の緑屋（現・渋谷プライム）内のボウリング場「ホリデーボウル」に「ゲームファンタジア渋谷カスタム」を設置[6]。
- 1970年（昭和45年）- 大田区のボウリング場「トーヨーボール」に「池上カスタム」を設置[7]。
- 1971年（昭和46年）12月18日 - 新宿歌舞伎町に、他の施設の付帯施設ではない、シグマにとって初の単独店舗「ゲームファンタジア　ミラノ」をオープン[8]。
- 1977年（昭和52年）- 『ゴールデンナゲット』を発売。『ブロックくずし』のコピーゲームで、同社の自作テレビゲームデビュー作。
- 1979年（昭和54年）- 『ゴールデンインベーダー』を発売。『スペースインベーダー』のコピーゲーム。
- 1980年（昭和55年）-『THE 悟空』を発売。同社初のオリジナルゲームで、音源は『ゴールデンインベーダー」』の流用。
- 1998年（平成10年）- 株式を店頭公開（現在のJASDAQ）。
- 2000年（平成12年）- アルゼ社（現・ユニバーサルエンターテインメント）の資本参加によりアルゼグループ（現・ユニバーサルエンターテインメントグループ）に参加。シグマ社とテクニカルマネージメント社、環デザイン社の3社が合併し、社名をアドアーズ株式会社に変更。
- 2004年（平成16年）- サービスを特化したハイローラーフロアをアドアーズ渋谷店に設置。以後各地に展開するも、現在は縮小傾向。
- 2006年（平成18年）- アルゼが所有する当社株の一部を投資ファンドに売却し、アルゼは第二位株主となる。
- 2007年（平成19年）8月2日 - アルゼ所有のアドアーズ株の大部分を自己取得し、アルゼとの資本関係を解消。
- 2008年（平成20年）10月13日 - 東京都南砂「SUNAMO」内にアドアーズ南砂町SUNAMO店開設。キッズ向け施設とラジコン関連テナントを併設。
- 2009年（平成21年）9月15日 - ネクストジャパンホールディングスと業務・資本提携を締結。
- 2010年（平成22年）3月31日 - 持分法適用によりネクストジャパンホールディングス（第二株主）の持分法適用会社となる。
- 2011年（平成23年）6月 - 第三者割当増資を行い、ネクストジャパンホールディングスが筆頭株主となる。
- 2012年（平成24年）
  - 3月16日 - JトラストグループであるKCカードと業務提携。レンタル事業の「レンタル!アドアーズ」を、同月30日より営業開始。
  - 6月 - ネクストジャパンホールディングスが4月にJトラストの完全子会社となったこと、第二位株主もネクストジャパンホールディングスを通じJトラストと緊密な関係にあると認められること、Jトラスト派遣役員の選任等に伴い、Jトラストが親会社となる[9]。
  - 7月1日 - ネクストジャパンホールディングスがJトラストに吸収合併され、Jトラストが筆頭株主となる。
- 2013年（平成25年）3月12日 - Jトラストの完全子会社であった株式会社ブレイク、キーノート株式会社を株式交換により完全子会社とする。
- 2014年（平成26年）11月5日 - 株式会社日本介護福祉グループを子会社化[10]。
- 2015年（平成27年）8月11日 - 日本介護福祉グループを同社創業者に売却[11]。
- 2017年（平成29年）
  - 3月31日 - 株式会社ブレイクをフォーサイドに売却[12]。
  - 10月1日 - 株式会社KeyHolderに商号変更し、持株会社に移行。同時にアミューズメント施設事業を行うアドアーズ株式会社（新）を設立。
- 2018年（平成30年）
  - 3月26日 - アドアーズの全株式をワイドレジャーに売却。同時にアミューズメント事業から撤退[13][14]。
  - 7月1日 - 子会社の株式会社KeyProductionが、株式会社BIGFACEからテレビ制作事業を吸収分割により譲受[15]。
- 2019年（平成31年）
  - 3月1日 - AKSより女性アイドルグループSKE48の運営を譲受[16]。
  - 4月1日 - 株式会社allfuzを完全子会社化[17]。
- 2020年（令和2年）
  - 7月1日 - この日までにノース・リバーの株式50%を取得。同社は、アイドルグループの乃木坂46を運営する乃木坂46合同会社の持分の50％を保有しており、ノース・リバーは連結子会社、乃木坂46合同会社は持分法適用会社となった[18][19][20]。その後、ノース・リバーの株式を95%まで取得、5%は株式会社FA Projectが保有することとなった[21]。
  - 9月3日 - 不動産事業を行うキーノート株式会社の全株式を株式交換によりプロスペクトへ譲渡し、連結子会社でなくなる[22]。
  - 12月18日 - SMEJ Plusと資本業務提携[23]。
- 2025年（令和7年）
  - 6月27日 - 芸能事務所アオイコーポレーションの全株を取得[24]。

## グループ会社

### 子会社
- 株式会社allfuz - 広告代理店、デジタルコンテンツ、ライブ・イベント施設「KeyStudio」運営事業。2019年7月1日に株式会社KeyStudioを吸収合併[25]。
  - A.M.Entertainment - 芸能およびモデルプロダクション事業。生駒里奈[26]・宮脇咲良・谷口めぐなどをマネジメントしている[27]。
- ゼスト - SKE48および芸能スクール運営事業[28]。子会社として設立され、設立時（2019年1月[29]）の社名は「株式会社SKE」だったが、2019年7月に現社名へと変更された[30]。若月佑美[26]・AKB48の小栗有以などをマネジメントしている[31]。
- ノース・リバー - 映像コンテンツ、ライブコンサートなどのトータルプロデュース事業。乃木坂46を運営する「乃木坂46合同会社」の持分の50％を保有[19][18]。2021年10月1日、新設分割により車両事業を株式会社エーカンパニーに承継[32]。
- 株式会社FA Project
- UNITED PRODUCTIONS - テレビ制作事業。設立時（2018年4月）の社名「株式会社KeyProduction」から2019年8月に「株式会社UNITED PRODUCTION」へ変更された[33]。2022年1月11日、ワイゼンラージ株式会社がUNITED PRODUCTIONS（初代）の映像制作事業を承継し、UNITED PRODUCTIONS（2代）に商号変更した[34]。
  - 10ANTZ - モバイルゲーム事業。2023年11月、KeyHolderが10ANTZの孫会社化を発表した[35]。
  - TOKYO ROCK STUDIO株式会社
- 株式会社TechCarry
- bijoux株式会社
- 株式会社トポスエンタープライズ
- 株式会社エーカンパニー - 上述のような経緯で設立され、ノース・リバーから承継した車両事業、旅行業に加え、自家用自動車管理請負業、ライブ・イベント会場の運営全般を事業内容とする[36]。
- 株式会社macaroni
- 株式会社アオイコーポレーション

### 持分法適用会社
- 乃木坂46合同会社
- 株式会社ホールワールドメディア
- 株式会社闇

## その他
旧社名の「アドアーズ」は英語の「ADORE（大好き）」を由来とする。また、「ADORES」の文字は事業の内容を示す語「Amusement Development Operation Rental Entertainment Support」の頭文字でもある。